# روث ویلسون
روث ویلسون (به انگلیسی: Ruth Wilson) (زاده ۱۳ ژانویه ۱۹۸۲) بازیگر انگلیسی است.

## اوایل زندگی
روث ویلسون در ۱۳ ژانویه سال ۱۹۸۲ در اشفورد، ساری زاده شد. او کوچکترین فرزند و تنها دختر از چهار فرزند مری و نایجل ویلسون است و سه برادر بزرگتر از خودش به نام‌های توبی، سم و متیو دارد . او در ۲۰۰۳ در کالج اشر دانشگاه ناتینگهام تحصیل کرد و تحصیلات عالی خود را در آکادمی موسیقی و هنرهای نمایشی لندن به پایان رساند.

## فیلمشناسی
از فیلم‌ها یا برنامه‌های تلویزیونی که وی در آن نقش داشته‌است می‌توان به آثار زیر اشاره کرد.

### سینما
| سال  | عنوان                               | نقش          | توضیحات |
| ---- | ----------------------------------- | ------------ | ------- |
| ۲۰۱۲ | آنا کارنینا                         | پرنسس بتسی   |         |
| ۲۰۱۳ | رنجر تنها                           | ربکا رید     |         |
| ۲۰۱۳ | نجات آقای بنکس                      | مارگارت گاف  |         |
| ۲۰۱۴ | لاک                                 | کاترینا      | صداپیشه |
| ۲۰۱۵ | سوئیت فرانسوی                       | مدلاین       |         |
| ۲۰۱۶ | من تنها زیبایی خانه‌ام               | لی‌لی         |         |
| ۲۰۱۷ | چطور با دخترها در مهمانی‌ها گپ بزنیم | استلا        |         |
| ۲۰۱۷ | رودخانه تاریک                       | آلیس         |         |
| ۲۰۱۸ | غریبه کوچک                          | کارولین آریس |         |
| ۲۰۲۱ | چیزهای واقعی                        | کیت          |         |
| ۲۰۲۲ | ببین چگونه می‌دوند                   | پتولا اسپنسر |         |

### تلویزیون
| سال       | عنوان               | نقش           | توضیحات         |
| --------- | ------------------- | ------------- | --------------- |
| ۲۰۰۶      | جین ایر             | جین ایر       |                 |
| ۲۰۰۷      | مارپل آگاتا کریستی  | جورجینا بارو  |                 |
| ۲۰۰۹      | زندانی              | سارا / ۳۱۳    |                 |
| ۲۰۱۰-۲۰۱۹ | لوتر                | آلیس مورگان   |                 |
| ۲۰۱۴-۲۰۱۸ | رابطه               | آلیسون بایلی  |                 |
| ۲۰۱۷      | گزارش مفقود شده     | راوی          | فصل یک، سه قسمت |
| ۲۰۱۸      | خانم ویلسون         | آلیسون ویلسون |                 |
| ۲۰۱۹      | نیروی اهریمنی‌اش     | ماریسا کولتر  |                 |
| ۲۰۲۰      | جیمز و هلوی غول‌پیکر | کرم خاکی      |                 |

## تئاتر
| سال       | عنوان              | نقش        |
| --------- | ------------------ | ---------- |
| ۲۰۰۹      | اتوبوسی به نام هوس | استلا      |
| ۲۰۱۱      | آنا کریستی         | آنا کریستی |
| ۲۰۱۶-۲۰۱۷ | هدا گابلر          | هدا گابلر  |
| ۲۰۱۹      | شاه لیر            | کردلیا     |